# Consorti dei sovrani di Meclemburgo
Questo è un elenco di Duchesse e Granduchesse consorti dei Duchi di Meclemburgo ed in seguito granduca di Meclemburgo-Schwerin e Strelitz

## Duchessa di Meclemburgo

### Linea di Meclemburgo-Schwerin (I) e (II)
| Immagine | Nome                                       | Padre                                                          | Nascita           | Matrimonio                 | Diventò Duchessa                            | Cessò di essere Duchessa                  | Morte             | Consorte                  |
| -------- | ------------------------------------------ | -------------------------------------------------------------- | ----------------- | -------------------------- | ------------------------------------------- | ----------------------------------------- | ----------------- | ------------------------- |
|          | Eufemia di Svezia                          | Erik Magnusson, duca di Södermanland (Bjälbo)                  | 1317              | 10 aprile 1336             | 1º luglio 1347 Meclemburgo elevato a ducato | 16 June 1370                              | 16 June 1370      | Alberto II                |
|          | Adelaide di Hohenstein                     | Ulrico di Hohenstein (Hohenstein)                              | c.1350            | prima 4 marzo 1378         | prima 4 marzo 1378                          | 18 febbraio 1379 morte del marito         | 1380              | Alberto II                |
|          | Ingeborg di Danimarca                      | Valdemaro IV di Danimarca (Estridsen)                          | 4 gennaio 1347    | c.1361/1362                | c.1361/1362                                 | 16 giugno 1370                            | 16 giugno 1370    | Enrico III di Meclemburgo |
|          | Matilde di Werle                           | Bernardo II, signore di Werle (Meclemburgo)                    | -                 | 26 febbraio 1377           | 26 febbraio 1377                            | -                                         |                   | Enrico III di Meclemburgo |
|          | Elisabetta di Pomerania-Wolgast            | Barnim IV, duca di Pomerania (Greifen)                         | -                 | qualche tempo dopo il 1362 |                                             |                                           |                   | Magnus I                  |
|          | Jutta di Hoya                              | Ottone III, conte di Hoya (Hoya)                               | -                 | 29 settembre 1399          | 29 settembre 1399                           | 7 ottobre 1415                            | 7 ottobre 1415    | Giovanni IV               |
|          | Caterina di Sassonia-Lauenburg             | Eric IV, duca di Sassonia-Lauenburg (Ascania)                  | c.1400            | 1416                       | 1416                                        | 16 ottobre 1422                           | 22 settembre 1450 | Giovanni IV               |
|          | Dorotea di Brandeburgo                     | Federico I, elettore di Brandeburgo (Hohenzollern)             | 9 febbraio 1420   | maggio 1432                | maggio 1432                                 | 9 marzo 1477                              | 19 gennaio 1491   | Enrico IV                 |
|          | Anna di Pomerania-Stettino                 | Casimiro V, duca di Pomerania (Greifen)                        | -                 | 17 settembre 1436          | 17 settembre 1436                           | 1 November 1442/13 January 1443           | after 14 May 1447 | Giovanni V                |
|          | Caterina di Lindow-Ruppin                  | Alberto III, conte Lindow-Ruppin, (Lindow-Ruppin)              | 1439              | 1467                       | 1477 ascesa del marito                      | prima del 27 aprile 1483 morte del marito | 1485              | Alberto VI                |
|          | Sofia di Pomerania-Wolgast                 | Eric II, duca di Pomerania (Greifen)                           | 1460              | 29 maggio 1478             | 29 maggio 1478                              | 20 novembre 1503                          | 26 aprile 1504    | Magnus II                 |
|          | Margherita di Pomerania-Wolgast            | Eric II, duca di Pomerania (Greifen)                           | -                 | 1487                       | 1487                                        | 16 marzo 1507                             | 27 marzo 1526     | Baldassarre               |
|          | Ursula del Brandeburgo                     | Giovanni Cicerone, elettore di Brandeburgo (Hohenzollern)      | 17 ottobre 1488   | 16 febbraio 1507           | 16 febbraio 1507                            | 18 settembre 1510                         | 18 settembre 1510 | Enrico V                  |
|          | Elena del Palatinato                       | Filippo, elettore palatino (Wittelsbach)                       | 1493              | 12 giugno 1513             | 12 giugno 1513                              | 4 agosto 1524                             | 4 agosto 1524     | Enrico V                  |
|          | Ursula di Sassonia-Lauenburg               | Magnus I di Sassonia-Lauenburg (Ascania)                       | c.1523            | 14 May 1551                | 14 May 1551                                 | 6 febbraio 1552 morte del marito          | 31 dicembre 1577  | Enrico V                  |
|          | Anna Sofia di Prussia                      | Alberto I, duca di Prussia (Hohenzollern)                      | 11 giugno 1527    | 24 febbraio 1555           | 24 febbraio 1555                            | 12 febbraio 1576 morte del marito         | 6 febbraio 1591   | Giovanni Alberto I        |
|          | Sofia di Holstein-Gottorp                  | Adolfo, duca di Holstein-Gottorp (Holstein-Gottorp)            | 1º giugno 1569    | 17 febbraio 1588           | 17 febbraio 1588                            | 22 febbraio 1592                          | 14 novembre 1634  | Giovanni VII              |
|          | Anna Maria della Frisia orientale          | Enno III, conte della Frisia orientale (Cirksena)              | 23 giugno 1601    | 4 settembre 1622           | 4 settembre 1622                            | 1627 marito deposto                       | 5 febbraio 1634   | Adolfo Federico I         |
|          | Isabella di Harrach                        | Karl von Harrach (Harrach)                                     | 28 settembre 1601 | 9 giugno 1623              | 1628 ascesa del marito                      | maggio 1631 marito deposto                | 23 marzo 1655     | Albrecht von Wallenstein  |
|          | Maria Caterina di Brunswick-Dannenberg     | Giulio Ernesto, duca di Brunswick-Dannenberg (Welfen)          | 10 giugno 1616    | 25 febbraio 1635           | 25 febbraio 1635                            | 27 febbraio 1658 morte del marito         | 1 luglio 1665     | Adolfo Federico I         |
|          | Cristina Margherita di Meclemburgo-Güstrow | Giovanni Alberto II, duca di Meclemburgo-Güstrow (Meclemburgo) | 31 marzo 1615     | 6 luglio 1650              | 27 febbraio 1658 ascesa del marito          | 1663 divorzio                             | 16 agosto 1666    | Cristiano Ludovico I      |
|          | Elisabetta Angelica di Montmorency         | Francesco di Montmorency, duca di Lussemburgo (Montmorency)    | 8 marzo 1627      | 2 novembre 1663            | 2 novembre 1663                             | 21 giugno 1692 morte del marito           | 24 gennaio 1695   | Cristiano Ludovico I      |

### Linea di Meclemburgo-Güstrow
| Immagine                                                            | Nome                                  | Padre                                                     | Nascita           | Matrimonio       | Diventò Duchessa       | Cesso di essere Duchessa        | Morte             | Consorte                 |
| ------------------------------------------------------------------- | ------------------------------------- | --------------------------------------------------------- | ----------------- | ---------------- | ---------------------- | ------------------------------- | ----------------- | ------------------------ |
|                                                                     | Anna di Brandeburgo                   | Gioacchino I, elettore di Brandeburgo (Hohenzollern)      | 1º gennaio 1507   | 17 gennaio 1524  | 17 gennaio 1524        | 5 giugno 1547 morte del marito  | 19 giugno 1567    | Alberto VII              |
|                                                                     | Elisabetta di Danimarca               | Federico I di Danimarca (Oldenburg)                       | 14 ottobre 1524   | 14 febbraio 1556 | 14 febbraio 1556       | 15 ottobre 1586                 | 15 ottobre 1586   | Ulrico III               |
|                                                                     | Anna di Pomerania                     | Filippo I, duca di Pomerania (Casato di Greifen)          | 18 settembre 1554 | 9 dicembre 1588  | 9 dicembre 1588        | 14 marzo 1603 morte del marito  | 10 settembre 1626 | Ulrico III               |
|                                                                     | Margherita Elisabetta di Meclemburgo  | Cristoforo di Meclemburgo (Meclemburgo)                   | 11 luglio 1584    | 9 ottobre 1608   | 9 luglio 1611          | 16 novembre 1616                | 16 novembre 1616  | Giovanni Alberto II      |
|                                                                     | Elisabetta d'Assia-Kassel             | Maurizio, langravio d'Assia-Kassel (Assia-Kassel)         | 24 marzo 1596     | 25 marzo 1618    | 25 marzo 1618          | 16 dicembre 1625                | 16 dicembre 1625  | Giovanni Alberto II      |
|                                                                     | Eleonora Maria di Anhalt-Bernburg     | Cristiano I, principe di Anhalt-Bernburg (Ascanidi)       | 7 agosto 1600     | 7 maggio 1626    | 7 maggio 1626          | 1628 marito deposto             | 17 luglio 1657    | Giovanni Alberto II      |
|                                                                     | Isabella di Harrach                   | Karl von Harrach (Harrach)                                | 28 settembre 1601 | 9 giugno 1623    | 1628 ascesa del marito | maggio 1631 marito deposto      | 23 marzo 1655     | Albrecht von Wallenstein |
|                                                                     | Eleonora Maria di Anhalt-Bernburg     | Cristiano I, principe di Anhalt-Bernburg (Ascanidi)       | 7 agosto 1600     | 7 maggio 1626    | 1631 ascesa del marito | 23 aprile 1636 morte del marito | 17 luglio 1657    | Giovanni Alberto II      |
|                                                                     | Maddalena Sibilla di Holstein-Gottorp | Federico III, duca di Holstein-Gottorp (Holstein-Gottorp) | 24 novembre 1631  | 28 novembre 1654 | 28 novembre 1654       | 6 ottobre 1695                  | 22 settembre 1719 | Gustavo Adolfo           |
| Meclenburgo-Güstrow passa al duca di Meclenburgo-Schwerin nel 1695. |                                       |                                                           |                   |                  |                        |                                 |                   |                          |

### Linea di Meclemburgo-Schwerin (III)
| Immagine | Nome                                     | Padre                                                                   | Nascita         | Matrimonio       | Diventò Duchessa                 | Cesso di essere Duchessa        | Morte           | Consorte              |
| -------- | ---------------------------------------- | ----------------------------------------------------------------------- | --------------- | ---------------- | -------------------------------- | ------------------------------- | --------------- | --------------------- |
|          | Sofia Carlotta d'Assia-Kassel            | Carlo I, Langravio d'Assia-Kassel (Assia-Kassel)                        | 16 luglio 1678  | 2 gennaio 1704   | 2 gennaio 1704                   | 31 luglio 1713 morte del marito | 30 maggio 1749  | Federico Guglielmo I  |
|          | Caterina Ivanovna di Russia              | Ivan V di Russia (Romanov)                                              | 20 ottobre 1691 | 19 aprile 1716   | 19 aprile 1716                   | 1728 abdicazione del marito     | 14 giugno 1733  | Carlo Leopoldo        |
|          | Gustava Carolina di Meclemburgo-Strelitz | Adolfo Federico II, Duca di Meclemburgo-Strelitz (Meclemburgo-Strelitz) | 12 luglio 1694  | 13 novembre 1714 | 1728 ascesa del marito           | 13 aprile 1748                  | 13 aprile 1748  | Cristiano Ludovico II |
|          | Luisa Federica di Württemberg            | Federico Luigi, Principe Ereditario di Württemberg (Württemberg)        | 3 febbraio 1722 | 2 marzo 1746     | 30 maggio 1756 ascesa del marito | 24 aprile 1785 morte del marito | 2 agosto 1791   | Federico II           |
|          | Luisa di Sassonia-Gotha-Altenburg        | Giovanni Augusto di Sassonia-Gotha-Altenburg (Sassonia-Gotha-Altenburg) | 9 marzo 1756    | 1º giugno 1775   | 24 aprile 1785 ascesa del marito | 1º gennaio 1808                 | 1º gennaio 1808 | Federico Francesco I  |

### Linea di Meclemburgo-Strelitz
| Immagine | Nome                                                | Padre                                                                                  | Nascita         | Matrimonio     | Diventò Duchessa | Cessò di essere Duchessa          | Morte            | Consorte            |
| -------- | --------------------------------------------------- | -------------------------------------------------------------------------------------- | --------------- | -------------- | ---------------- | --------------------------------- | ---------------- | ------------------- |
|          | Giovanna di Sassonia-Gotha-Altenburg                | Federico I, Duca di Sassonia-Gotha-Altenburg (Sassonia-Gotha-Altenburg)                | 1º ottobre 1680 | 20 giugno 1702 | 20 giugno 1702   | 9 luglio 1704                     | 9 luglio 1704    | Adolfo Federico II  |
|          | Cristiana Emilia di Schwarzburg-Sondershausen       | Cristiano Guglielmo, Principe di Schwarzburg-Sondershausen (Schwarzburg-Sondershausen) | 30 marzo 1681   | 10 giugno 1705 | 10 giugno 1705   | 12 maggio 1708 morte del marito   | 1º novembre 1751 | Adolfo Federico II  |
|          | Dorotea Sofia di Schleswig-Holstein-Sonderburg-Plön | Giovanni Adolfo, Duca di Schleswig-Holstein-Sonderburg-Plön (Oldenburg)                | 4 dicembre 1692 | 16 aprile 1709 | 16 aprile 1709   | 11 dicembre 1752 morte del marito | 29 aprile 1765   | Adolfo Federico III |

## Granduchessa di Meclemburgo

### Linea di Meclemburgo-Schwerin (III)
| Immagine | Nome                            | Padre                                                              | Nascita           | Matrimonio      | Diventò Granduchessa               | Cessò di essere Granduchessa            | Morte          | Consorte               |
| -------- | ------------------------------- | ------------------------------------------------------------------ | ----------------- | --------------- | ---------------------------------- | --------------------------------------- | -------------- | ---------------------- |
|          | Alessandrina di Prussia         | Federico Guglielmo III di Prussia (Hohenzollern)                   | 23 febbraio 1803  | 25 maggio 1822  | 1º febbraio 1837 ascesa del marito | 7 marzo 1842 morte del marito           | 21 aprile 1892 | Paolo Federico         |
|          | Augusta di Reuss-Köstritz       | Enrico LXIII di Reuss-Köstritz (Reuss-Köstritz)                    | 26 maggio 1822    | 3 novembre 1849 | 3 novembre 1849                    | 3 marzo 1862                            | 3 marzo 1862   | Federico Francesco II  |
|          | Anna d'Assia e del Reno         | Principe Carlo d'Assia e del Reno (Assia-Darmstadt)                | 25 maggio 1843    | 4 luglio 1864   | 4 luglio 1864                      | 16 aprile 1865                          | 16 aprile 1865 | Federico Francesco II  |
|          | Maria di Schwarzburg-Rudolstadt | Principe Adolfo di Schwarzburg-Rudolstadt (Schwarzburg-Rudolstadt) | 29 gennaio 1850   | 4 luglio 1868   | 4 luglio 1868                      | 15 aprile 1883 morte del marito         | 22 aprile 1922 | Federico Francesco II  |
|          | Anastasia Mikhailovna di Russia | Granduca Michail Nikolaevič di Russia (Holstein-Gottorp-Romanov)   | 28 luglio 1860    | 24 gennaio 1879 | 15 aprile 1883 ascesa del marito   | 10 aprile 1897 morte del marito         | 11 marzo 1922  | Federico Francesco III |
|          | Alessandra di Hannover          | Ernesto Augusto, Principe Ereditario di Hannover (Hannover)        | 29 settembre 1882 | 7 giugno 1904   | 7 giugno 1904                      | 14 novembre 1918 abdicazione del marito | 30 agosto 1963 | Federico Francesco IV  |

### Linea di Meclemburgo-Strelitz
| Immagine | Nome                     | Padre                                            | Nascita          | Matrimonio     | Diventò Granduchessa               | Cessò di essere Granduchessa      | Morte            | Consorte           |
| -------- | ------------------------ | ------------------------------------------------ | ---------------- | -------------- | ---------------------------------- | --------------------------------- | ---------------- | ------------------ |
|          | Maria d'Assia-Kassel     | Langravio Federico d'Assia-Kassel (Assia-Kassel) | 21 gennaio 1796  | 12 agosto 1817 | 12 agosto 1817                     | 6 settembre 1860 morte del marito | 30 dicembre 1880 | Giorgio            |
|          | Augusta di Gran Bretagna | Principe Adolfo, Duca di Cambridge (Hannover)    | 19 luglio 1822   | 28 giugno 1843 | 6 settembre 1860 ascesa del marito | 30 maggio 1904 morte del marito   | 5 dicembre 1916  | Federico Guglielmo |
|          | Elisabetta di Anhalt     | Federico I, duca di Anhalt (Ascania)             | 7 settembre 1857 | 17 aprile 1877 | 30 maggio 1904 ascesa del marito   | 11 giugno 1914 morte del marito   | 20 luglio 1933   | Adolfo Federico V  |

## Titolare Granduchessa di Meclemburgo (dal 1918)

### Linea di Meclemburgo-Schwerin (III)
| Immagine                 | Nome                        | Padre                                                       | Nascita           | Matrimonio     | Diventò Titolare Granduchessa                                                  | Cessò di essere Titolare Granduchessa | Morte          | Consorte                                                        |
| ------------------------ | --------------------------- | ----------------------------------------------------------- | ----------------- | -------------- | ------------------------------------------------------------------------------ | ------------------------------------- | -------------- | --------------------------------------------------------------- |
|                          | Alessandra di Hannover      | Ernesto Augusto, Principe Ereditario di Hannover (Hannover) | 29 settembre 1882 | 7 giugno 1904  | 14 novembre 1918 abdicazione del marito                                        | 17 novembre 1945 morte del marito     | 30 agosto 1963 | Federico Francesco IV                                           |
|                          | Karin Elisabeth von Schaper | Walter von Schaper (Schaper)                                | 31 gennaio 1920   | 11 giugno 1941 | 17 novembre 1945 ascesa del marito                                             | 22 settembre 1967 divorzio            | -              | Federico Francesco, Granduca Ereditario di Meclemburgo-Schwerin |
| 27 aprile 1977 risposati | Karin Elisabeth von Schaper | Walter von Schaper (Schaper)                                | 31 gennaio 1920   | 11 giugno 1941 | 31 luglio 2001 morte del marito Meclemburgo-Schwerin estinta in linea maschile |                                       | -              | Federico Francesco, Granduca Ereditario di Meclemburgo-Schwerin |

### Linea di Meclemburgo-Strelitz
| Immagine | Nome                        | Padre                                                  | Nascita        | Matrimonio       | Diventò Titolare Granduchessa     | Cessò di essere Titolare Granduchessa | Morte           | Consorte           |
| -------- | --------------------------- | ------------------------------------------------------ | -------------- | ---------------- | --------------------------------- | ------------------------------------- | --------------- | ------------------ |
|          | Irina Michajlovna Raevskaja | Michael Nikolajewitch Rajewsky                         | 18 agosto 1892 | 7 ottobre 1920   | 6 dicembre 1934 ascesa del marito | 22 gennaio 1955                       | 22 gennaio 1955 | Giorgio            |
|          | Carlotta d'Austria          | Carlo I d'Austria (Asburgo-Lorena)                     | 1º marzo 1921  | 21 luglio 1956   | 21 luglio 1956                    | 6 luglio 1963 morte del marito        | 23 luglio 1989  | Giorgio            |
|          | Ilona d'Austria             | Arciduca Giuseppe Francesco d'Austria (Asburgo-Lorena) | 20 aprile 1927 | 20 febbraio 1946 | 6 luglio 1963 ascesa del marito   | 12 dicembre 1974 divorzio             | 12 gennaio 2011 | Giorgio Alessandro |
|          | Alice Wagner                | Jurgen Detlev Wagner                                   | 2 agosto 1959  | 24 dicembre 1985 | 26 gennaio 1996 ascesa del marito | in carica                             | -               | Borwin             |